# São Jorge do Patrocínio
São Jorge do Patrocínio – miasto i gmina w Brazylii, w stanie Parana. Znajduje się w mezoregionie Noroeste Paranaense i mikroregionie Umuarama.